# Pistola ametralladora

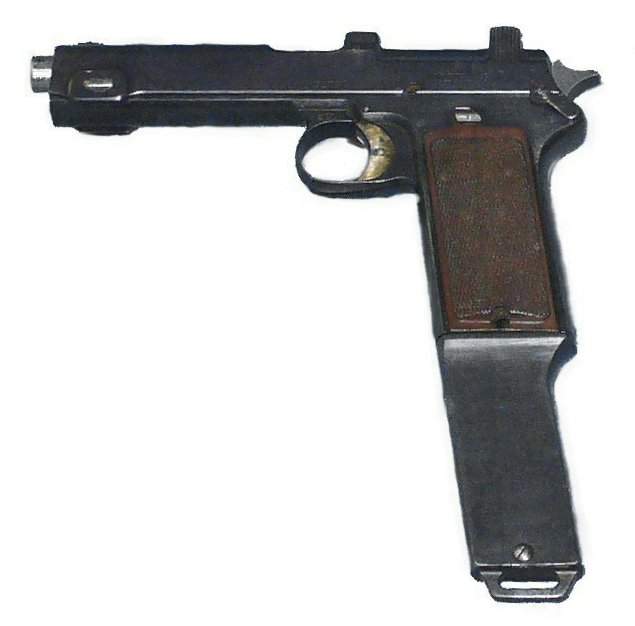
Una Steyr M1912 automática, que fue empleada como arma auxiliar por el Ejército austrohúngaro.

La pistola ametralladora es un tipo de pistola capaz de disparar en modo automático, ya sea en ráfaga corta (3 disparos) o como una ametralladora. Su nombre es la traducción literal de Maschinepistole, palabra alemana que describe un arma automática que dispara cartuchos de pistola. Existe cierta confusión con el subfusil, ya que este también usa munición de pistola y es capaz de disparar en modo automático. Sin embargo, el subfusil es un arma larga, pensada para usarse de forma adecuada con las dos manos y frecuentemente apoyada en el hombro, como un fusil, aunque sea un arma más ligera que este. Por lo general, la pistola ametralladora es un derivado de la pistola semiautomática. Además es más compacta, para poder ocultarse y emplearse con una sola mano.
Siendo armas pequeñas, fácilmente ocultables y con una alta cadencia de disparo, las pistolas ametralladoras tienen diversos usos. Los guardaespaldas del gobierno o de agencias privadas a veces portan pistolas ametralladoras ocultas cuando protegen personas importantes. Miembros de organizaciones criminales, tales como narcotraficantes, también emplean pistolas ametralladoras, frecuentemente pistolas baratas como la MAC-10 o la TEC-9 que han sido ilegalmente modificadas para disparar en modo automático. En un contexto policial, las pistolas ametralladoras pueden ser empleadas por unidades tácticas policiales tales como el SWAT o equipos de rescate de rehenes que operan dentro de edificios y otros espacios reducidos, aunque ambos suelen emplear subfusiles.
En un contexto militar, algunos países suministran pistolas ametralladoras como armas auxiliares a la Infantería, Paracaidistas, artilleros, tripulantes de helicópteros o tripulantes de tanques. También han sido empleadas en combate a corta distancia donde se necesita un arma pequeña (como por ejemplo, Fuerzas Especiales atacando edificios o túneles). En la década de 2000, la pistola ametralladora empezó a ser suplantada por el arma de defensa personal: un arma automática compacta, similar a un subfusil, que dispara balas antiblindaje en lugar de balas de pistola.
Algunos claros ejemplos de pistolas ametralladoras son la Glock 18, la Mauser C96, la pistola Md. 1998, la Beretta 93R o la APS.
Sin embargo, existen armas que están en una especie de "frontera" entre la pistola ametralladora y el subfusil, por lo que unas veces son nombradas de una forma y otras de otra, como la Skorpion vz. 61, la Ingram MAC-10, la PM-63 RAK o la Steyr TMP, esta última muchas veces considerada como subfusil compacto.

## Historia y variantes

### 1918-Década de 1960

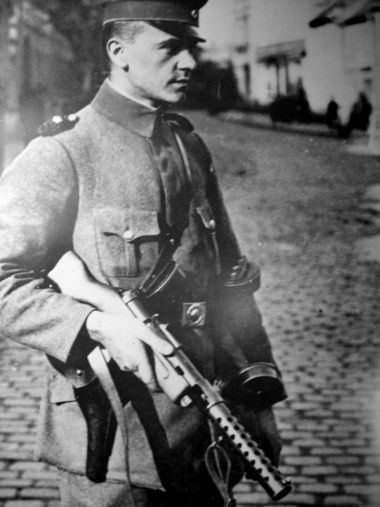
Policía berlinés armado con un MP18, 1919.

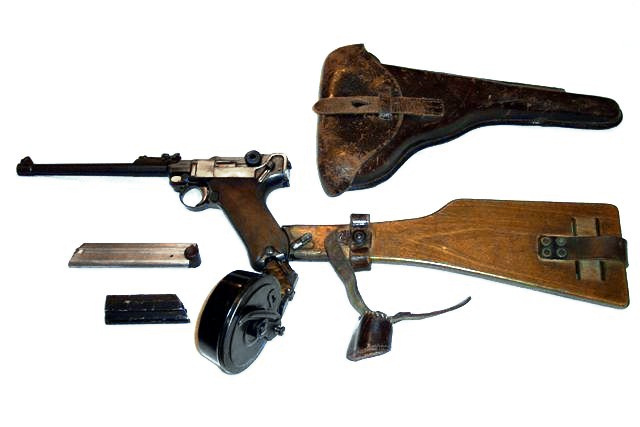
Una Luger P08 de cañón largo (apodada "Pistola de Artillería"), con tambor de 32 balas y funda-culatín acoplada.

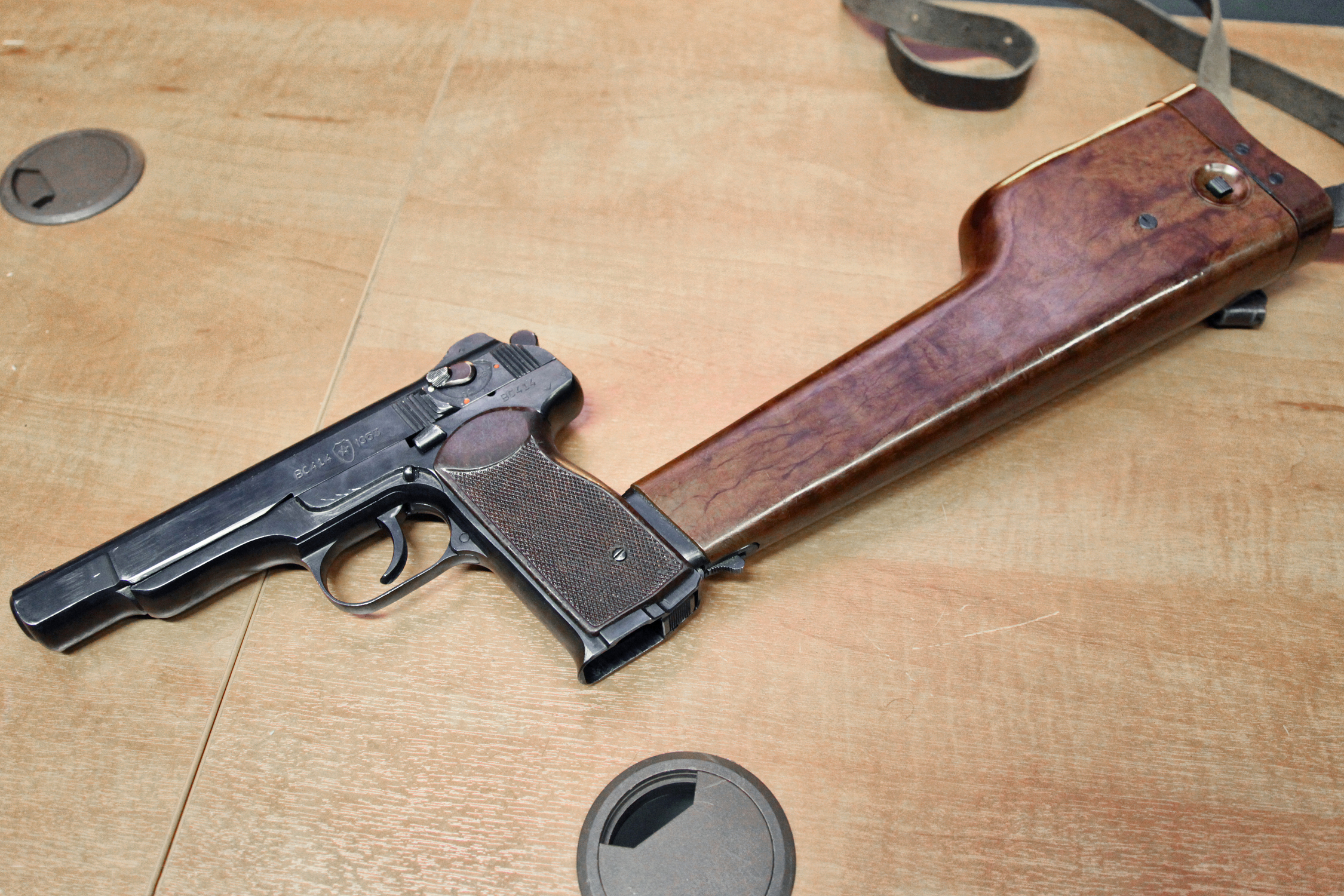
Una APS con su funda-culatín acoplada.

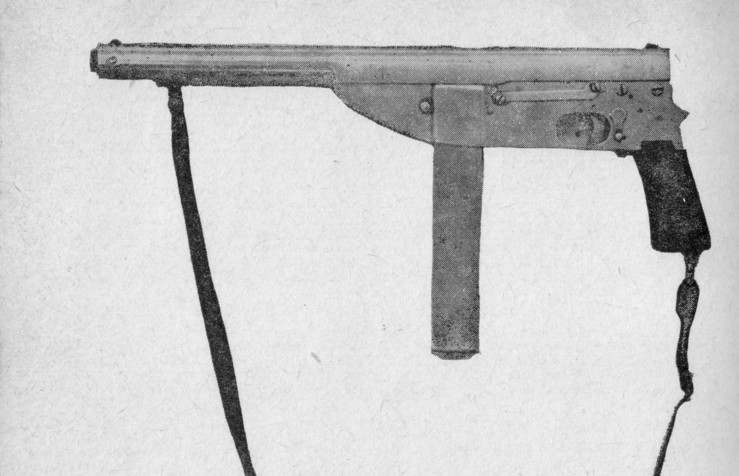
Una pistola ametralladora Bechowiec-1 de la Segunda Guerra Mundial.

Durante la Primera Guerra Mundial se produjo una versión automática de la Steyr M1912, llamada Repetierpistole M1912/P16. Tenía un cargador interno fijo de 16 cartuchos, cargado mediante dos peines de 8 cartuchos, un culatín desmontable y un selector bastante grande en el lado derecho del armazón encima del gatillo (abajo=semiautomático y arriba=automático). Disparaba el cartucho 9 x 23 Steyr, con una cadencia de 800-1.000 disparos/minuto. Pesaba 1,17 kg. Entró en servicio en 1916 y es considerada la primera pistola ametralladora del mundo. Solo se fabricaron 960 M1912/P16.
Durante el último año de la Primera Guerra Mundial, los alemanes desarrollaron el Bergmann MP18, una pequeña arma automática con forma de fusil (tenía una culata de madera). Aunque se parecía a un pequeño fusil, disparaba el cartucho de pistola 9 x 19 Parabellum e introdujo el concepto de un arma automática que disparaba cartuchos de pistola. Mientras que las ametralladoras pesadas, tales como la Maxim y la Vickers eran temibles armas defensivas en un emplazamiento fortificado, eran difíciles de transportar a una nueva posición si el ejército avanzaba a una nueva área o si tenía que retirarse. El Ejército alemán reconoció que para romper el bloqueo de la guerra de trincheras se necesitaba un arma automática ligera y portátil, que permitiese a los soldados moverse con esta a nuevas posiciones.
Los alemanes también hicieron experimentos al convertir diversos modelos de pistolas en pistolas ametralladoras (Reihenfeuerpistolen, literalmente "pistolas de tiro continuo"). La Luger P08 con cañón largo fue suministrada a los artilleros alemanes en la Primera Guerra Mundial. Fue fabricada con un cañón largo, ya que los artilleros necesitaban un arma más ligera que un fusil, pero con una precisión similar, para defenderse. Empleaba un cartucho recientemenre desarrollado, el 9 x 19 Parabellum, que había sido diseñado para tener un bajo retroceso sin sacrificar la penetración y el poder de parada. Aunque no era antiblindaje, la bala era más que suficiente para la época.
Al contrario de la Luger, la Mauser C96 fue modificada para disparar en modo automático. Producida por vez primera en 1896 como una de las primeras pistolas semiautomáticas prácticas y comercialmente exitosas, los fabricantes de armas españoles (principalmente Astra) introdujeron al mercado a finales de la década de 1920 copias de la C96 con "disparo selectivo" y cargadores extraíbles, por lo que a inicios de la década de 1930 los ingenieros de la Mauser introdujeron las variantes Modelo 711 y 712 Schnellfeuer, que incluían un mecanismo selector que les permitía disparar en modo automático con una cadencia de 1000 disparos/minuto. Debido al cañón ligero del arma, al emplear el modo automático solo se podía disparar en ráfagas cortas.
En la época de la Prohibición, Hyman Lebman modificó al menos 5 pistolas Colt M1911 que empleaban los cartuchos .38 Super y .45 ACP para disparar en modo automático, siendo equipadas con la empuñadura delantera del Thompson M1921 en sus cubiertas protectoras, un cañón alargado, frenos de boca similares a los del Thompson y un cargador de 20 balas. No tenían selector de disparo. Lebman vendió estas "ametralladoras bebé" a los criminales organizados de aquel entonces, como John Dillinger y Baby Face Nelson.
En la Segunda Guerra Mundial, la Resistencia polaca produjo una tosca y sencilla pistola ametralladora llamada Bechowiec-1. El arma fue diseñada en 1943 por el ingeniero Henryk Strąpoć y fue producida en varios talleres clandestinos; su nombre es una referencia a los resistentes que la empleaban.
La APS Stechkin es una pistola ametralladora rusa con selector de disparo que entró en servicio con el Ejército Rojo en 1951. Al igual que la otra pistola rusa habitual de la época, la Makarov, la Stechkin también era accionada por retroceso y tenía un gatillo de doble acción. Además la Stechkin puede disparar en modo automático, activando este modo al mover la palanca del seguro. Al disparar en ráfaga corta o larga, la pistola debe tener acoplada su funda-culatín; de lo contrario, será imposible controlarla. La Stechkin fue ideada como arma auxiliar para artilleros y tanquistas. En la práctica, se ganó una buena reputación entre la policía secreta, la policía, fuerzas especiales y otras unidades. Varios agentes del GRU y la KGB preferían la Stechkin por su potencia y capacidad del cargador. Aunque era algo pesada y voluminosa, era la única alternativa de "gran potencia" frente a la Makarov. Como pistola, la Stechkin está siendo lentamente reemplazada por la Yarygin PYa; como arma de defensa personal, ha sido reemplazada por el fusil de asalto compacto AKS-74U, ampliamente utilizado hoy en día por las fuerzas policiales.

### Décadas de 1970 y 1980

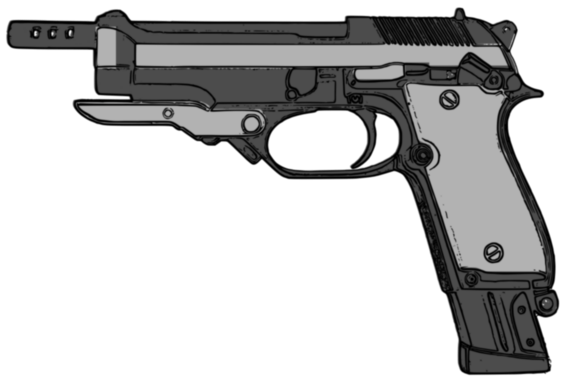
Una Beretta 93R de 1970, pistola ametralladora con selector de disparo diseñada para la Policía y el Ejército.

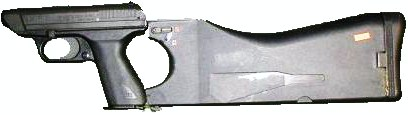
Una HK VP70M con su funda-culatín instalada.

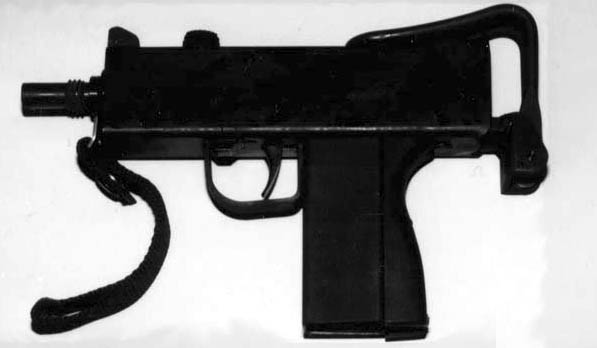
La MAC-11 es una versión compacta de la MAC-10.

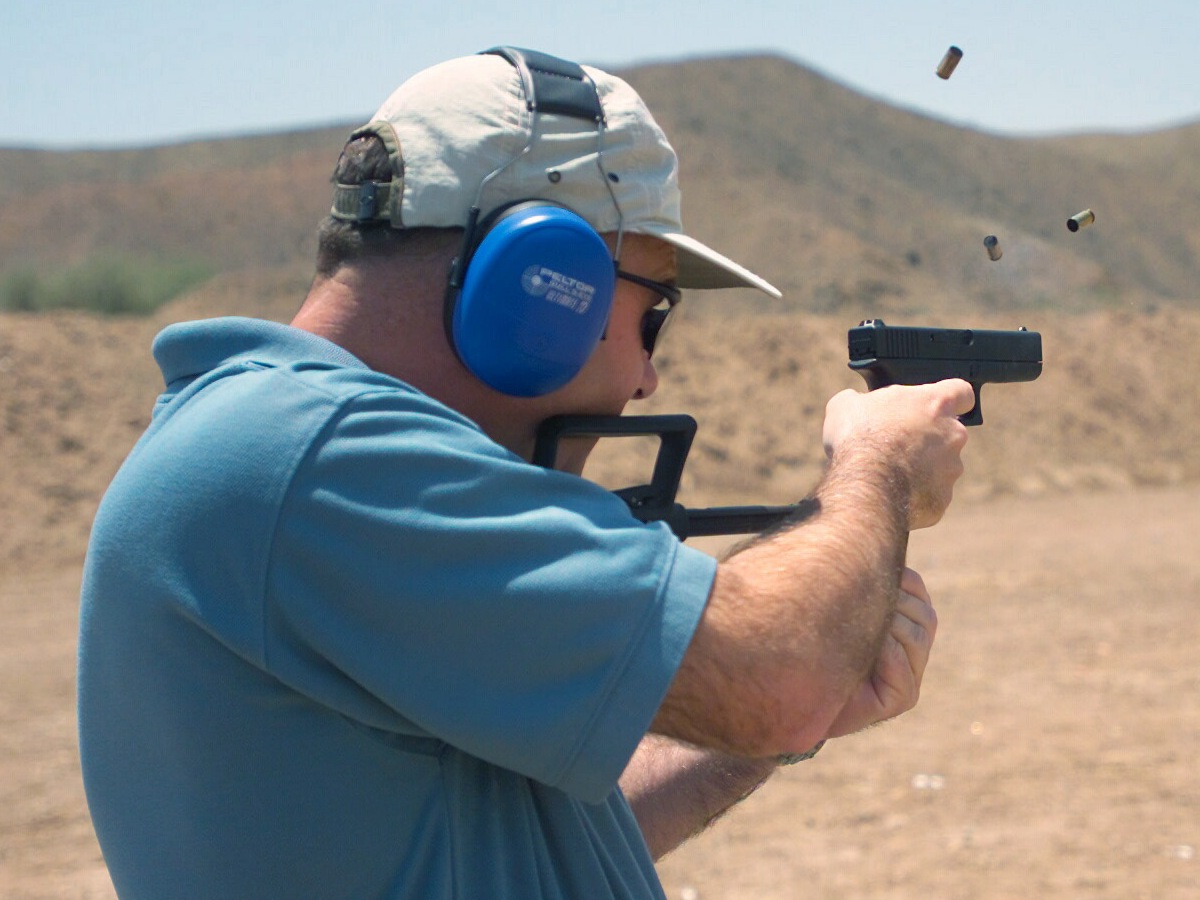
Un Marine dispara en modo automático una pistola Glock 18 con culatín durante un entrenamiento con armas ligeras.

Ya que es difícil controlar una pistola ametralladora al disparar en modo automático, en la década de 1970 algunos fabricantes desarrollaron el modo "ráfaga corta", en la cual se disparan tres cartuchos en lugar de una ráfaga larga. En la misma década, la empresa italiana Beretta desarrolló la Beretta 93R, una pistola ametralladora con selector de disparo para empleo policial y militar. Ofrecía una mayor potencia de disparo en un tamaño reducido y es apta para porte oculto, como por ejemplo, para protección de personas importantes o combate a corta distancia y búsquedas habitación por habitación. El selector y la empuñadura frontal plegable le permiten a la pistola disparar ráfagas cortas cada vez que se aprieta el gatillo, con una cadencia de 1100 disparos/minuto. Los diseñadores le pusieron el modo "ráfaga corta" para que sea más fácil de controlar.
Otra pistola ametralladora que emplea el modo "ráfaga corta" es la HK VP70M. Solo disparará en modo automático si tiene acoplada su funda-culatín. Es una pistola con gatillo de doble acción, capaz de disparar en modo automático, que emplea el cartucho 9 x 19 Parabellum, alimentada desde un cargador de 18 balas y con armazón de polímero, fabricada por la empresa alemana Heckler & Koch GmbH; VP es el acrónimo de Volkspistole ("pistola del pueblo") y 70 es el año cuando apareció (1970). Fue la primera pistola con armazón de polímero, precediendo a la Glock 17. La funda-culatín tiene un selector que le permite disparar en modo automático y semiautomático. Su cadencia de disparo en modo automático es de 2200 disparos/minuto. La VP70 emplea un percutor accionado por resorte, como una Glock, en lugar un percutor convencional. Es de doble acción única, por lo que el gatillo es relativamente duro de apretar. A pesar del potencial de la VP70, nunca fue adoptada por el Bundeswehr.
La MAC-10 (también conocida como "Ingram Modelo 10") y la MAC-11 (también llamada "Ingram Modelo 11") fueron armas accionadas por retroceso diseñadas en la década de 1970, con el cargador insertado en el pistolete y un selector de disparo. La MAC-10 tenía una cadencia de 1145 disparos/minuto (con .45 ACP) y de 1090 disparos/minuto (con 9 x 19 Parabellum). La MAC-11 tenía una cadencia de 1200 disparos/minuto (con 9 x 17 Corto). Las armas fueron diseñadas por Gordon Ingram y Military Armament Corporation de Georgia. Fueron empleadas en operaciones especiales y encubiertas en Vietnam, así como por unidades antiterroristas brasileñas. Se les puede instalar un silenciador gracias a su cañón roscado. Mientras algunas fuentes consideran al MAC-10 y al MAC-11 como pistolas ametralladoras, también son mencionados como subfusiles compactos.
La Stechkin APS volvió a resurgir a fines de la década de 1970, cuando los Spetsnaz emplearon pistolas ametralladoras con silenciador en operaciones tras las líneas enemigas en la Guerra de Afganistán.
En la década de 1980 algunas pistolas ametralladoras, como la Glock 18, fueron fabricadas con respiraderos o cortes en la parte superior del cañón. Estos respiraderos actúan como un compensador, contrarrestando la tendencia a elevarse de la pistola ametralladora cuando es disparada en modo automático. La Glock 18 es una variante con selector de disparo de la Glock 17, desarrollada en 1987 a petición de la unidad antiterrorista austriaca EKO Cobra. La Glock 18 no está disponible en el mercado de armas civiles. Esta pistola ametralladora tiene la palanca del selector situada en el lado izquierdo de la corredera, en la zona estriada (cuando está abajo dispara en modo automático y arriba en modo semiautomático). Usualmente es empleada con un cargador alargado de 33 balas. Su cadencia en modo automático es de aproximadamente 1100-1200 disparos/minuto.
El Micro-Uzi es una versión de tamaño reducido del Uzi, introducida por vez primera en 1983. Tiene una longitud de 460 mm con la culata desplegada y apenas 250 mm con la culata plegada. Su cañón tiene una longitud de 117 mm y su velocidad de boca es de 350 m/s. Tras su introducción, fue empleado por el Isayeret israelí y el Servicio Secreto de los Estados Unidos. En las décadas de 1990 y 2000, las unidades antiterroristas israelíes, como el Yamam, empleaban la Glock 18 con cargador de 33 balas junto a sus pistolas ametralladoras Micro-Uzi. El subfusil Uzi, del cual derivó el Micro-Uzi, fue desarrollado en Israel a fines de la década de 1940 por Uziel Gal. Los Micro-Uzi están disponibles en versiones que disparan a cerrojo cerrado y a cerrojo abierto. El arma tiene un contrapeso adicional de tungsteno en el cerrojo para reducir la cadencia de disparo, de lo contrario sería incontrolable debido a su poco peso.
También hay una escasa versión automática de la CZ 75 que tiene un cañón alargado con tres portillas de ventilación en su extremo. Esta pistola ametralladora tiene un riel horizontal delante del guardamonte, donde puede encajarse un cargador de repuesto y usarse como una empuñadura al disparar en modo automático. Česká zbrojovka Uherský Brod aún produce esta arma, pero solamente está disponible para policías y militares.
En 1988 fue introducida una inusual pistola ametralladora estadounidense, la Calico M960. Al contrario de la mayoría de pistolas ametralladoras, que emplean cargadores insertados en la empuñadura o en un brocal, la M960 emplea un cargador tubular de 50 o 100 balas que va montado paralelo al cañón. Para tener una idea de como se ve y va montado el cargador tubular, imagínese una pistola ametralladora con una voluminosa mira óptica montada en un riel Picatinny sobre el arma.

### Décadas de 1990 y 2000
Durante la década de 1990, la Stechkin APS nuevamente fue puesta en servicio como arma para guardaespaldas de personas importantes y unidades antiterroristas que necesitaban disparar en modo automático en una emergencia. En las décadas de 1990 y 2000 el arma de defensa personal, un arma similar a un subfusil compacto que puede disparar munición antiblindaje de alta potencia, empezó a reemplazar a la pistola ametralladora como arma auxiliar para artilleros, tanquistas y pilotos de helicóptero (para más detalles, véase la siguiente sección sobre tácticas militares).

## Comparación con el subfusil

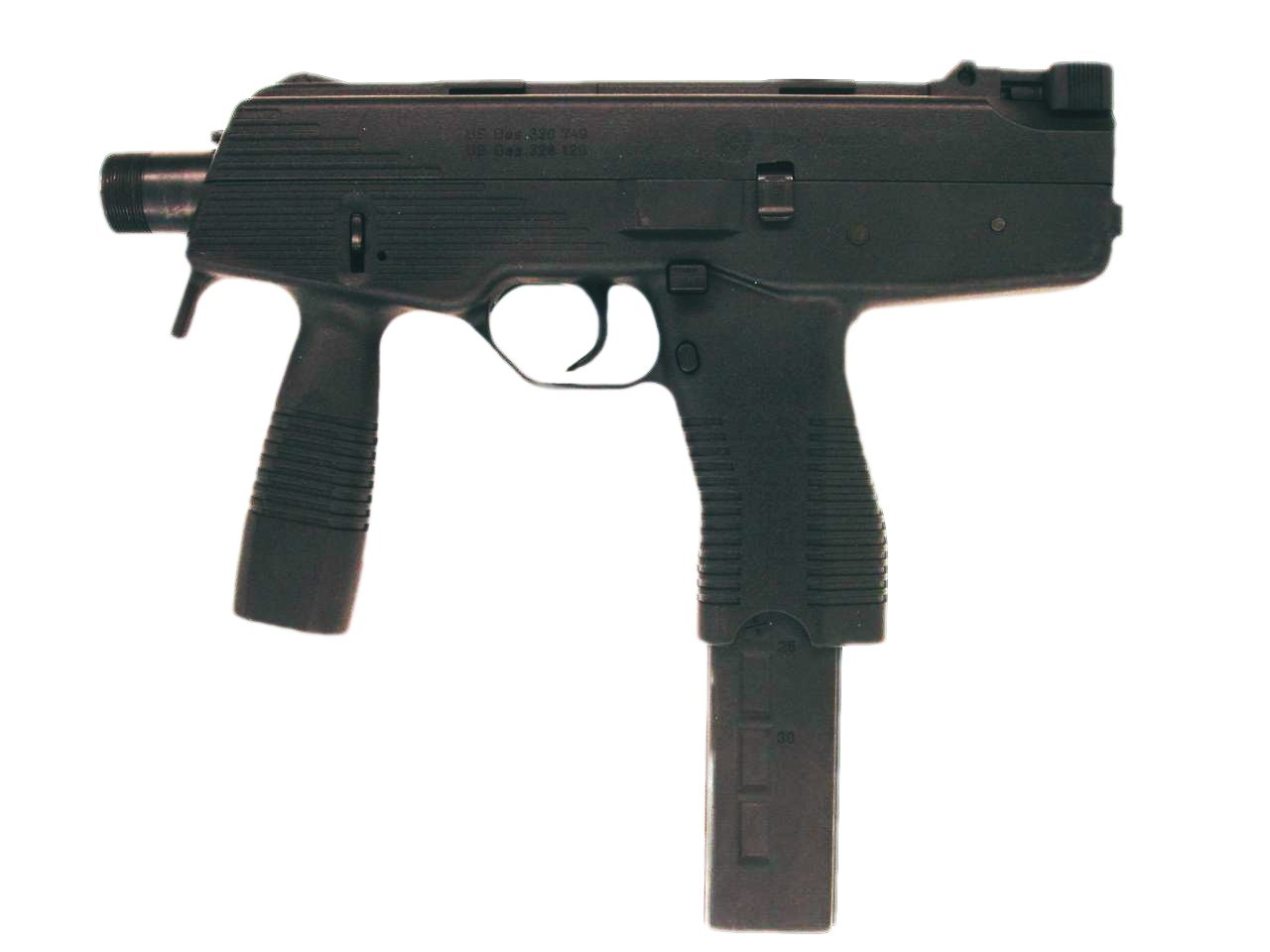
La Steyr TMP, arma clasificada tanto como pistola ametralladora y subfusil compacto.

Es difícil trazar la línea divisoria entre pistolas ametralladoras y subfusiles compactos, una forma para diferenciarlos podría ser que las pistolas ametralladoras, hay que introducirles el cargador por la empuñadura de pistola lo que ayuda a reducir su tamaño, casi al punto del de una pistola, mientras que los subfusiles al tener que equiparles el cargador por fuera de la empuñadura de pistola, tienden a ser de un tamaño más grande.
Originalmente, "maschinepistole" era la palabra alemana para describir armas militares automáticas empleadas por un solo soldado, mientras que "subfusil" fue un término acuñado por John T. Thompson, el inventor del subfusil Thompson. Mientras que subfusil usualmente describe cualquier arma de fuego más grande que una pistola, varias armas entran en ambas categorías. El Skorpion vz. 61 de la década de 1960, un arma checoslovaca de 7,65 mm, por ejemplo, es frecuentemente etiquetado como subfusil. Sin embargo, con su pequeño cargador y reducido tamaño que le permite ser transportado en una funda de pistola, indica que puede ser clasificado como pistola ametralladora. En la década de 1980, armas tales como el MAC-10 y las versiones compactas del Uzi han sido ubicadas en ambas clases. La popularidad de los subfusiles en años recientes ha llevado a que varias armas que anteriormente eran descritas como pistolas ametralladoras, sean publicitadas como subfusiles, tales como el Brügger & Thomet MP9 (anteriormente conocida como Steyr TMP).
La Steyr TMP (Tactical Machine Pistol; Pistola Ametralladora Táctica, en inglés) es un arma de 9 mm accionada por retroceso y con cañón giratorio, con una longitud de 282 mm y una cadencia de 800-900 disparos/minuto; a pesar de su pequeño tamaño, falta de culata y el hecho de llamarse "pistola ametralladora táctica", es frecuentemente clasificada como un subfusil compacto. Igualmente, el HK MP5K (un arma lo suficientemente pequeña para portarse oculta o en un maletín) también es clasificado como un subfusil compacto.
Una pistola ametralladora está habitualmente basada en una pistola semiautomática. Mientras que la mayoría de pistolas ametralladoras están diseñadas para ser disparadas con una sola mano, su peso ligero, pequeño tamaño y alta cadencia de disparo las hacen difíciles de controlar. Para mejorar la precisión, algunas pistolas ametralladoras están equipadas con un culatín. Algunas, como la Heckler & Koch VP70, solamente dispararán en modo semiautomático a menos que se les acople el culatín, ya que dentro de este hay un mecanismo que permite disparar en modo automático. La Beretta 93R tiene una empuñadura delantera plegable, que es otra forma de aumentar el control del arma al disparar en modo automático.

## Empleo táctico
Existen varias tácticas donde se pueden emplear pistolas ametralladoras, como despeje de habitaciones, defensa personal, combate a corta distancia y derribo de puertas.

### Militar
Como arma ofensiva, la pistola ametralladora tiene usos limitados porque dispara munición de pistola y tiene un cañón corto, lo que significa que es imprecisa y poco potente en combate a campo abierto y distancias de cientos de metros. Cuando la pistola ametralladora fue introducida por primera vez durante el último año de la Primera Guerra Mundial, fue empleada en guerra de trincheras. En la Segunda Guerra Mundial, las pistolas ametralladoras fueron empleadas por jefes de pelotón, artilleros y tanquistas.
Después de la Segunda Guerra Mundial, las pistolas ametralladoras fueron empleadas en combate a corta distancia donde un fusil sería demasiado voluminoso, como en combate urbano casa por casa o dentro de túneles. En estos contextos, las pistolas ametralladoras eran vistas como "escobas de habitación", que podían barrer un espacio con fuego automático. Aunque las doctrinas de entrenamiento con pistolas ametralladoras varían de un ejército a otro, en general los soldados son instruidos para disparar el arma en ráfagas cortas en lugar una sola ráfaga larga, porque el arma se puede descontrolar con facilidad en fuego automático y muchas balas no impactarán el blanco. Igualmente, la alta cadencia de las pistolas ametralladoras hace que consuman con rapidez sus municiones al disparar ráfagas largas.
Como el blindaje corporal se hizo más habitual en los campos de batalla durante las décadas de 1990 y 2000, las pistolas ametralladoras empezaron a ser menos útiles en las Fuerzas Armadas debido a que su poco potente munición de pistola no era capaz de penetrar los chalecos antibalas militares de Kevlar con placas de cerámica. Por lo tanto, los ejércitos empezaron a suministrar un nuevo tipo de arma a los artilleros y tanquistas: el arma de defensa personal, que es parecida a un subfusil compacto e incorpora algunas ventajas de una carabina, como disparar munición antiblindaje de alta potencia. Al contrario de la pistola ametralladora, que es un derivado de la pistola semiautomática, el ADP es más como un fusil de tamaño reducido.
Una de las ventajas de emplear pistolas ametralladoras es que usan la misma munición que las pistolas estándar. Esto significa que un soldado que está armado con una pistola ametralladora y lleva como arma auxiliar una pistola, puede emplear el mismo tipo de munición. Por lo tanto el soldado trasportará un solo tipo de munición. En comparación, las ADP emplean munición especial o específica de calibres poco usuales.
Las pistolas ametralladoras militares usualmente disparan balas completamente encamisadas en concordancia con la Convención de La Haya. Las balas completamente encamisadas tienen menos probabilidades de deformarse y aplanarse al impactar, por lo que el daño que producen en el cuerpo es moderado. Algunas Fuerzas Especiales emplean munición especializada en sus pistolas ametralladoras o armas de defensa personal, como poner varios cartuchos trazadores en el cargador para poder disparar durante la noche. 

### Policial
Los guardaespaldas gubernamentales a veces emplean pistolas ametralladoras en lugar de subfusiles cuando protegen a personas importantes, debido a razones tácticas y de comunicación. Mientras que un equipo de guardaespaldas armados con subfusiles indica a los posibles agresores que el personaje es un político importante, una pistola ametralladora como la Glock 18 puede ocultarse en una funda estándar. Ya que el arma desenfundada es indistinguible de una pistola estándar para la mayoría, esto puede reducir la atención de los reporteros o posibles agresores respecto a las medidas de seguridad tomadas.
Cuando los guardaespaldas llevan una pistola ametralladora en una funda oculta, tienen que elegir un arma que no tenga piezas que podrían enredarse al ser desenfundada. Por razones parecidas, un guardaespaldas que lleva un arma oculta enfundada no puede instalar accesorios en esta, tales como miras ópticas o empuñaduras frontales. La excepción es cuando el guardaespaldas oculta el arma en un maletín.
Las agencias policiales emplean pistolas ametralladoras para rescatar rehenes e incursionar en refugios de pandillas porque son armas con una alta cadencia de disparo y pequeño tamaño, pudiendo ser maniobradas dentro de casas y escaleras, lugares donde una carabina de asalto como la Colt M4 sería voluminosa. Otra razón por la cual las agencias policiales emplean pistolas ametralladoras en situaciones de rescate de rehenes es que la poco potente munición de pistola pierde su energía con rapidez, lo que significa que las balas tienen menos probabilidad de penetrar paredes y herir a otras personas. Algunos policías mexicanos que trabajan en ciudades portan una pistola ametralladora y una pistola semiautomática estándar, ambas de 9 mm.
Los alguaciles aéreos que ofrecen seguridad a bordo de aviones particulares también portan pistolas ametralladoras y pueden emplear munición especializada como balas de fragmentación, que se rompen en pedazos al impactar. Las balas de fragmentación, como la Glaser Safety Slug, están diseñadas para rebotar menos y tener menores probabilidades de perforar el fuselaje de un avión, reduciendo el peligro de descompresión si el oficial debe dispararle a un secuestrador.
Cuando las agencias policiales emplean pistolas ametralladoras en ambientes abiertos, es factible agregarles accesorios tales como miras ópticas, punteros láser, linternas, empuñaduras delanteras, culatines o silenciadores. Varias pistolas ametralladoras de la década de 2000 tienen rieles para facilitar el montaje de accesorios. Algunas veces las agencias policiales emplean silenciadores para maniobras en donde se efectuarán disparos dentro de una edificación, porque el sonido de los disparos puede ser ensordecedor. Algunas pistolas ametralladoras ofrecen la opción de emplear cargadores de plástico translúcido que permiten al oficial verificar rápidamente la cantidad de municiones que le queda. Otra opción que los policías pueden emplear a veces son los cargadores de gran capacidad, como tambores simples o dobles.
Las agencias policiales de varios países tiene diferentes reglamentos sobre como se cargan y portan las pistolas ametralladoras. Según el tipo de pistola ametralladora, algunas agencias entrenan a sus oficiales para portar el arma con una bala en la recámara, amartillada y con el seguro puesto. Otras agencias prefieren que los oficiales porten el arma sin una bala en la recámara. Aunque esto hace que el arma sea más segura de portar y reduce la probabilidad de un disparo accidental, también hace que haya una mayor demora antes que el oficial pueda dispararla.
Además las agencias tienen distintas doctrinas de entrenamiento sobre como se desenfunda y se apunta el arma hacia el blanco. Las variantes incluyen desenfundar el arma con el cañón hacia abajo y luego levantarla hacia el blanco; el mismo método, pero con el cañón hacia arriba y bajando el arma hacia el blanco; y el desenfunde cruzado. El primer método puede ser más seguro, ya que en caso de un disparo accidental, este iría al suelo. Con una pistola ametralladora que puede vaciar su cargador de 20 balas en un segundo y medio, situar el arma bajándola hacia el blanco o desenfundarla desde el lado opuesto del cuerpo puede resultar en heridas si el arma se dispara accidentalmente.

### Criminal

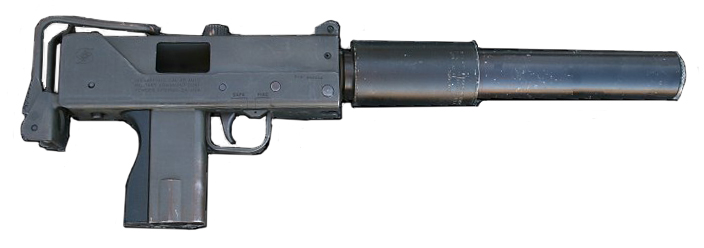
Una MAC-10 con silenciador (sin cargador insertado en el pistolete).

#### MAC-10 y TEC-9
En la década de 1990 los periódicos publicaron noticias sobre el empleo del MAC-10 o la TEC-9 en crímenes, incluso crímenes de pandillas y su empleo en la Masacre de la Escuela Secundaria de Columbine por Dylan Klebold. La TEC-9 (conocida como AB-10 después de 1994) es vendida como una pistola semiautomática, no como una pistola ametralladora. De hecho, la pistola de Klebold era una AB-10. En la gran mayoría de crímenes cometidos con armas similares al MAC-10/TEC-9, estas eran versiones semiautomáticas. La casi completa incapacidad de los noticieros de entender la diferencia entre cada tipo de arma ha llevado a una amplia confusión sobre lo que es una pistola ametralladora. Descripciones peyorativas e informes erróneos osurecen más la situación.
El MAC-10 es un subfusil, no una pistola ametralladora. Aunque se venden versiones semiautomáticas sin culata de esta arma que luego son transformadas, legal o ilegalmente, para disparar en modo automático, todavía serían clasificadas como un subfusil al que le han desmontado la culata. La confusión es rampante debido a la misma apariencia exterior de las armas.

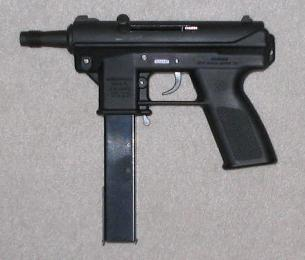
La Intratec TEC DC-9, usualmente conocida como la "TEC-9", es principalmente vendida como una pistola semiautomática a pesar de parecerse a una pistola ametralladora; una primera versión que disparaba a cerrojo abierto llamada "KG-9" era relativamente sencilla de modificar para disparar en modo automático, por lo que su producción fue cesada por la BATF.

### Otros tipos
En septiembre de 1997, el diario The Gazette de Montreal informaba que la Policía Montada del Canadá había arrestado a una banda canadiense que operaba una red de tráfico de armas en Ontario y Quebec. La red vendía ametralladoras pesadas, pistolas ametralladoras, revólveres, pistolas, explosivos (500 libras de C-4) y miles de balas a bandas de motociclistas y otros criminales. El Departamento de Justicia del Canadá afirmó en 1998 que como las armas predilectas de los narcotraficantes son ilegales en el país, son obtenidas de contrabando.
Un policía encubierto canadiense al que le preguntaron sobre el problema de las armas y el narcotráfico "...notó que el armamento de los traficantes era mucho más poderoso que en años anteriores", con un creciente número de criminales que emplean pistolas ametralladoras y subfusiles. Él afirmó que en el mundo del narcotráfico las armas son empleadas como símbolo de estatus, para defenderse y "...para ejecuciones, intimidar a potenciales informantes y agilizar el pago de deudas".
Durante la década de 1990 se fabricaron en Croacia "copias ilicitas" de "pistolas ametralladoras", inclusive la "ERO, una copia fiel la pistola ametralladora israelí Uzi". Estas armas croatas fabricadas ilegalmente "también llegaron al bajo mundo holandés: entre 1998 y 2000, dos docenas de 'Uzis croatas' fueron confiscados". En Croacia, "las pistolas ametralladoras estadounidenses marca Ingram" también fueron copiadas y fabricadas ilegalmente.
En Serbia, el 3 de agosto de 2001 "los atacantes acribillaron a Momir Gavrilovic sobre el asfalto de un estacionamiento en Nuevo
Belgrado" con una "pistola ametralladora 'scorpion' de 7,65 mm y [él] murió en el acto." "El crimen pasó a ser de interés nacional solamente cinco días después". Gavrilovic era "un exmiembro de la Seguridad del Estado serbio", que poco antes de su muerte había "...proporcionado documentos que evidenciaban actos de corrupción, incluso nombres."

## Críticas
Las pistolas ametralladoras siempre han sido criticadas por su imprecisión. La imprecisión de la mayoría de pistolas ametralladoras sucede porque es difícil controlar un arma automática que tiene bajo peso y en muchos casos, no tiene un culatín. Como resultado, en manos de cualquiera, excepto tiradores experimentados, las pistolas ametralladoras tienden a elevarse al ser disparadas en modo automático. Además tienden a tener un corto radio de puntería, por lo que su efectividad más allá de 50 m se reduce rápidamente. Una solución para mejorar el control es emplear limitadores de ráfaga. Usualmente, se emplean ráfagas cortas de 3 o 2 disparos. Otra solución es apoyar de alguna manera el arma, ya sea montándole un culatín, una correa para jalar hacia abajo el cañón, o apoyar el arma sobre una superficie sólida que puede usarse como soporte. Las menores cadencias de disparo también ayudan a controlar el arma. Usando un cañón perforado, freno de boca o silenciador también reduce la elevación del cañón.
Gunsite, un centro estadounidense de entrenamiento con armas de fuego, decidió no enseñar a disparar con pistola ametralladora cuando fue fundado en 1976. Los expertos del centro creían que es "el arma de un vago, útil solamente para tropas mal entrenadas o poco motivadas"; ellos afirmaban que la pistola ametralladora "no tiene más potencia que una pistola y no es más portátil que un fusil." Sin embargo, incluso los críticos de Gunsite estaban de acuerdo que la pistola ametralladora era útil en algunas situaciones, como abordar un barco enemigo con poca iluminación o repeler a los atacantes en caso de abordaje. Walt Rauch observa que "...a pesar de 50 a 70 años de mala reputación que han estado ligados a la idea de disparar una pistola ametralladora", en que los críticos argumentaban que el arma "rociará balas aleatoriamente por toda el área", él cree que los modelos de la década de 2000, como la Glock 18, son controlables y precisos cuando se disparan en modo automático.